# Tuur Dens
Tuur Dens, nascido em 26 de junho de 2000 em Rotselaar, é um ciclista belga. Ele é membro da equipe Sport Vlaanderen-Baloise.

## Biografia
No final de 2018, sagrou-se campeão belga no quilômetro em pista, entre as elites. No ano seguinte, participou dos Jogos Europeus, onde disputou as provas de perseguição por equipes e quilômetro.
Em 2020, conquistou a medalha de bronze no scratch no Campeonato Europeu Sub-23 de Pista. Ele então assinou com o clube Hubo-Titan Cargo para 2021.

## Palmarés em estrada
- 2015
  - Brabante flamengo campeão no contra-relógio por equipes novatos
- 2016
  - Campeão da Flandres iniciantes 2 ano
- 2017
  - 3 na Fleche du Brabant Flamengo
- 2019
  - Taça Marcel Indekeu
- 2021
  - Taça Marcel Indekeu

## Palmarés em pista

### Campeonatos mundiais
| Edição / Prova        | Raspadinha |
| Roubaix 2021 See More | Prata      |
| Glasgow 2023          | Bronze     |

### Copa das Nações
- 2021
  - 1 do Americano em Cali (com Kenny De Ketele )

### Campeonato europeu
| Edição / Prova                         | Raspadinha | Perseguição em equipe |
| Fiorenzuola d'Arda 2020 (perspectivas) | Bronze     |                       |
| Apeldoorn 2021 (perspectivas)          | Prata      |                       |
| Anadia 2022 (perspectivas)             |            | Prata                 |
| Celeiros 2023                          | 4          | 5                     |

### Campeonato da Bélgica
- 2017
  -  Campeão quilômetro júnior belga
  -  Campeão belga do scratch júnior
- 2018
  - Campeão belga no quilômetro
- 2019
  - campeão keirin belga
- 2022
  - Campeão Belga Americano (com Jules Hesters )